# Stictea infensa
Stictea infensa là một loài bướm đêm thuộc họ Tortricidae. Nó được tìm thấy ở Úc, bao gồm Queensland và New South Wales. Nó cũng được tìm thấy ở New Zealand.
Sải cánh dài khoảng 19 mm.
Ấu trùng ăn Eucalyptus species.